# Ferrovia Brunico-Campo Tures
La ferrovia Brunico-Campo Tures o ferrovia della Valle Aurina (in tedesco Tauferer Bahn o Lokalbahn Bruneck-Sand) era una linea ferroviaria che collegava il paese di Campo Tures, seguendo il corso del torrente Aurino, con la stazione ferroviaria di Brunico, posta sulla ferrovia della Val Pusteria.

## Storia

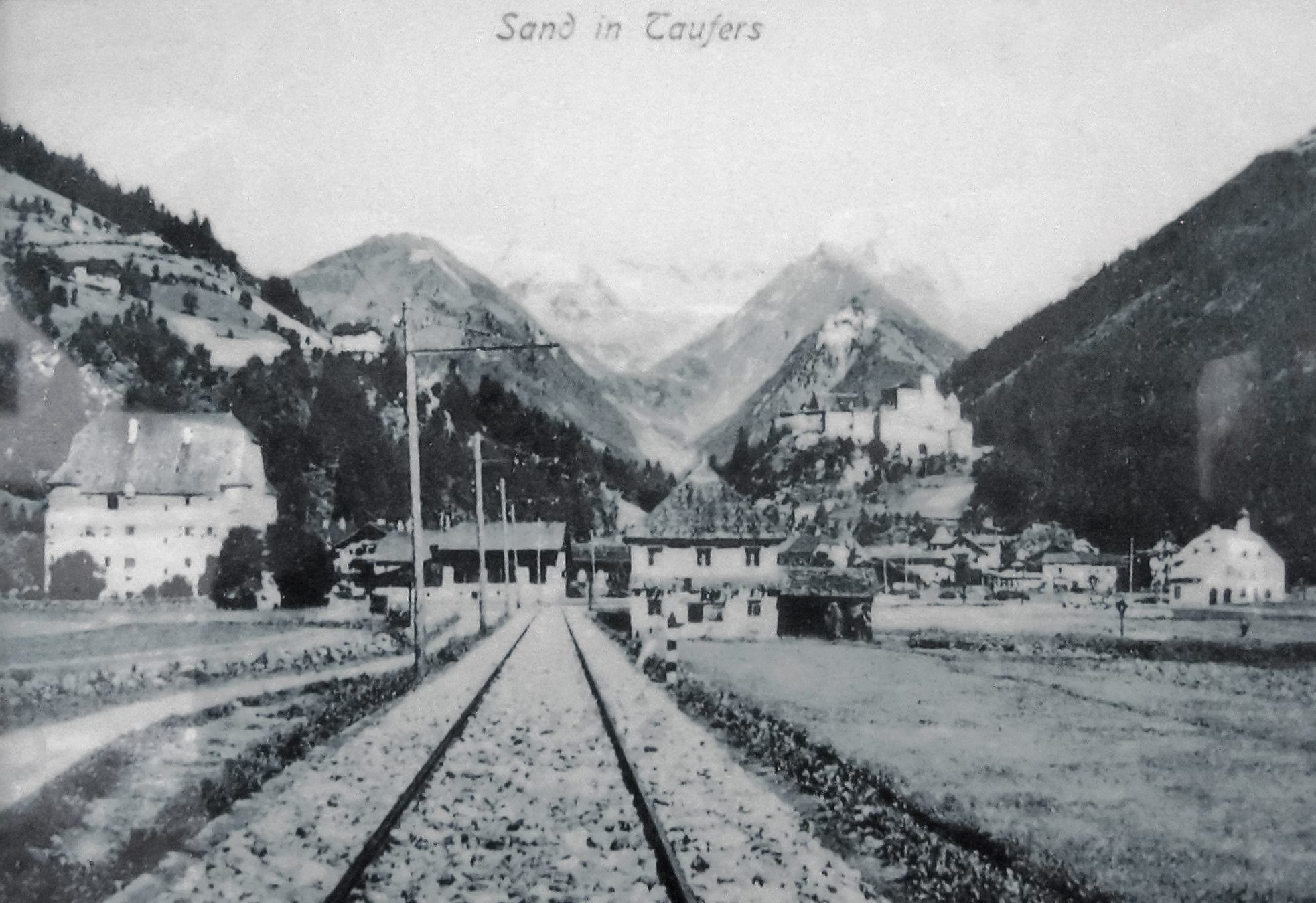
La stazione di Campo Tures in una cartolina storica

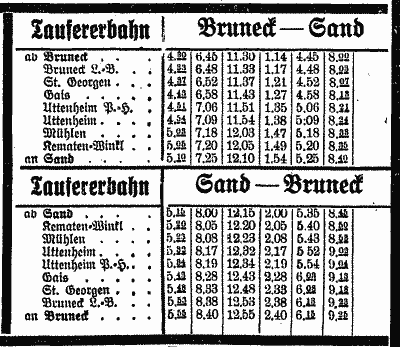
Orario estivo del 1922

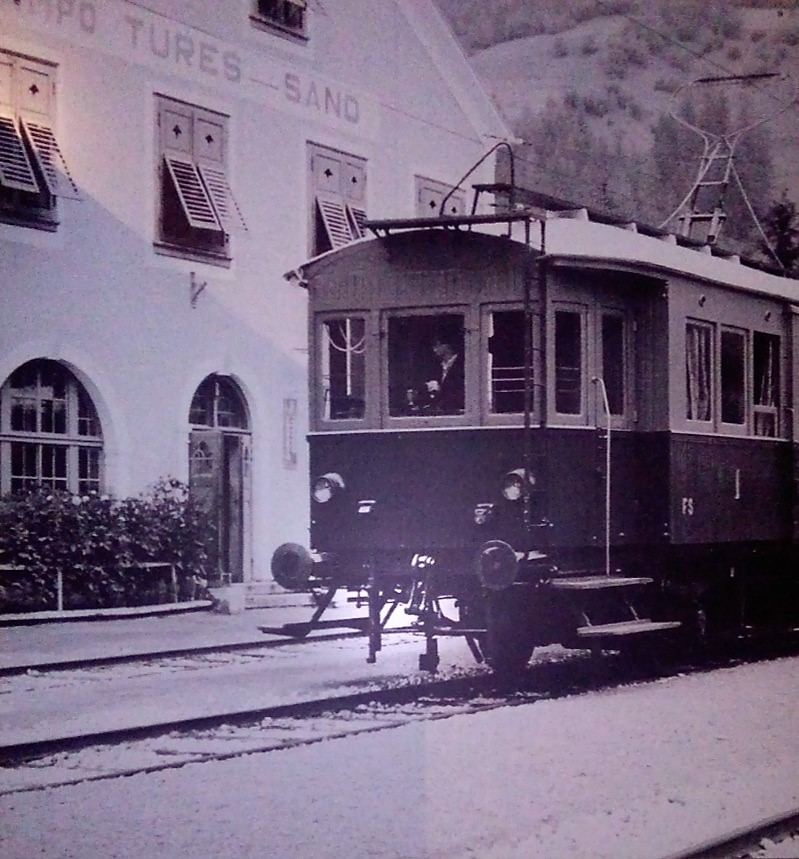
Il convoglio (30 luglio 1956)

La ferrovia, nota come BrS (Bruneck-Sand in Taufers), venne costruita nei primi anni del XX secolo, quando il Tirolo faceva parte dell'Impero austro-ungarico, per collegare il paese di Campo Tures (Sand in Taufers), che già a quel tempo era una meta di villeggiatura molto amata, alla già esistente ferrovia della Val Pusteria.
L'iniziativa nacque dal dottor Hans Leiter e dall'industriale locale Josef Beikircher (1850-1925), che fondarono un comitato promotore il quale nel luglio 1907 riuscì ad ottenere l'autorizzazione alla costruzione e il finanziamento statale.
Il progetto di massima dell'opera fu approvato con decreto ministeriale del 1904 e, ottenuti i fondi dallo Stato e dai Comuni interessati, la costruzione della linea fu affidata alla ditta dell'ingegner Josef Riehl; l'inaugurazione si tenne il 20 luglio 1908.
Fino alla fine della prima guerra mondiale il servizio venne espletato dalla Südbahn, che gestiva altresì la ferrovia del Brennero e la ferrovia della Val Pusteria. Dopo il passaggio del territorio all'Italia, nel novembre 1919 la gestione della ferrovia fu affidata alle Ferrovie dello Stato; il processo di sviluppo della linea, che prevedeva il prolungamento di 11 km fino a Cadipietra, si era nel frattempo però arrestato.
Con l'avvento della motorizzazione su gomma e a causa dello stato sempre più precario del materiale di trazione e della linea stessa, dal 1º febbraio 1957 l'attività ferroviaria fu sostituita da corse con gli autobus; il materiale rotabile fu trasferito a Merano e venduto per la demolizione nel settembre del 1958. Dopo la chiusura la linea venne smantellata assieme a parte dei fabbricati.
Studi di fattibilità per la sua ricostruzione non condussero ad alcun risultato concreto. La pista ciclabile Brunico-Campo Tures ricalca in minima parte il tracciato originario.

## Caratteristiche
La linea era a binario unico, a scartamento mm. 1435, elettrificata in corrente continua a 800 V e superava un dislivello di 38 m con un percorso di 15,240 km caratterizzato da una pendenza massima del 18 per mille e da curve con raggio minimo di 150 m. L'armamento era di tipo leggero, con caratteristiche di tipo tranviario e permetteva un carico assiale di sole 10 tonnellate. Lungo il percorso si contavano 74 passaggi a livello.
L'energia elettrica per l'alimentazione della linea, che era elettrificata sin dall'apertura, era fornita dalla centrale idroelettrica di Rio Molino - Mühlbach con una linea a 3 kV in corrente alternata che alimentava la sottostazione elettrica di Villa Ottone, equipaggiata con un convertitore rotante per abbassare la tensione e convertirla in corrente continua a 750 V.

### Percorso
| Continuation backward |

| Station on track |

| Unknown route-map component "hKRZWae" |

| Unknown route-map component "d" | Unknown route-map component "CONTgq" | Unknown route-map component "xABZgr" |  | Unknown route-map component "d" |

| Unknown route-map component "exHST" |

| Unknown route-map component "exHST" |

| Unknown route-map component "exHST" |

|  | Unknown route-map component "exBST" | Unknown route-map component "exELC" |

| Unknown route-map component "exHST" |

| Unknown route-map component "exBHF" |

| Unknown route-map component "exhKRZWae" |

| Unknown route-map component "exBHF" |

| Unknown route-map component "exHST" |

| Unknown route-map component "exKBHFe" |

I primi due binari e due binari tronchi della stazione di Brunico erano dotati della linea aerea di tipo tranviario a servizio dei treni da/per Campo Tures.
La ferrovia, subito dopo avere lasciato questa stazione, superava assieme alla ferrovia della Val Pusteria il ponte del fiume Rienza; raggiungeva quindi le stazioni di San Giorgio, Gais e Villa Ottone, località servita da due impianti e caratterizzata dalla presenza della sottostazione elettrica. Uscendo dalla stazione attraversava il ponte in ferro lungo 33 metri sull'Aurino, opera d'arte più significativa della linea.
Servite Molini di Tures e Caminata di Tures, i treni giungevano infine alla stazione capolinea di Campo Tures.
Erano previste sei corse giornaliere con un tempo di viaggio da 45 a 50 minuti.

## Materiale rotabile
Il servizio viaggiatori veniva assicurato con materiale con caratteristiche prettamente tranviarie, che comprendeva due elettromotrici a due assi con cassa in legno marcate BrS 101-102, o BCD 101-102 secondo altre fonti, (dal 1918 FS MACD 701-702) e due carrozze marcate BrS 151-152 (poi FS RC 73000-73001).
I trasporti merci venivano assicurati, in caso di necessità, con carri trainati dalle elettromotrici.
Le elettromotrici BrS 101-102 appartenevano ad un tipo unificato austriaco e facevano parte di un lotto di cinque macchine costruite dalla Grazer Waggon und Maschinenfabrik vorm. J. Weiter e dalla AEG, nel 1908, per la BrS e la ferrovia locale Neumarkt-Weizenkirchen-Peuerbach, dove furono immatricolate come NWP 21.001-003. Tali veicoli disponevano della frenatura elettrica reostatica e della frenatura a mano. Non essendo disponibile la frenatura pneumatica, i ceppi dei freni delle carrozze BrS 151-152 venivano azionati per mezzo di un solenoide. L'organo di presa di corrente era del tipo "a racchetta". Ogni motrice, con rodiggio Bo, disponeva di due motori che sviluppavano una potenza continuativa di 96 kW (2x48 kW) e permettevano una velocità massima di 25 km/h. Le motrici comprendevano un compartimento di 1ª classe a 12 posti e uno di 3ª classe a 20 posti, separati da un vano per il trasporto bagagli. Le carrozze avevano 50 posti di 3ª classe disposti in un unico ambiente.
Le locomotive a vapore della ferrovia della Val Pusteria non erano adatte all'armamento leggero della Brunico-Campo Tures. Come spintore per il carro spartineve o per il traino di eventuali treni cantiere veniva usata la locomotiva nº 1 "Meran" della società Bozen-Meraner Bahn, che eserciva la Ferrovia Bolzano-Merano, passata nel 1906 alle IR Ferrovie dello Stato Austriache come kkStB 294.09 e alle FS come 899.006; secondo altra fonte si trattava della locomotiva nº 10 "Töll" della BMB, reimmatricolata come 294.13 nelle kkStB e quindi 899.008 nelle FS.